# 折りの技法
折りの技法（おりのぎほう）では、折り紙において特に広く使われる折りの技法について解説する。
折り紙においては様々な折り方を繰り返すことで多様な作品を作り上げることができる。また、ペーパークラフトは、いろいろな折り方と接着剤やはさみによる素材の加工などを組み合わせることによって完成させる。

## 基本的な折り方
基本的な折り方として山折りと谷折りがある。山折りとは折り目の線が外側になるように折ることである。折り図では長い線と短い線が規則的に連続した破線で示される。また、谷折りとは折り目の線が内側に隠れてしまうように折ることである。折り図では線の長さが統一された破線で示される。
なお、折る対象物の表側から見たときに山折りであれば、これを裏側から見れば谷折りであるし、谷折りも視点を変えれば山折りである。また、これらの方法でいったん折って元に戻すと、折ったところに沿って線ができる。これを折り目または折り筋という。
谷折りと山折りを交互に繰り返すと蛇腹折りをすることができる。また、正方形の折り紙の四つの角を中心へ向けておることを特にざぶとん折りとよぶことがある。

谷折り
山折り
蛇腹折り（アコーディオン折り）
ざぶとん折り

## 複合的な折り方
基本的な折り方を複合させた折り方として、名前がつけられている折り方について説明する。
- 巻き折り - 谷折りを繰り返すことにより、内側へ巻いていく折り方[1]。
- 段折り - 山折りと谷折りを交互に行うことによって、折り返す折り方[1]。
- 引き寄せ折り(swivel fold) - 段折りの折り目を弧を描くように変えて、立体的に膨らむようにする折り方。
- かぶせ折り (reverse fold) - 二枚に重なっているところを開き、先端を裏返して、折り目を内側にしてかぶせるように折る。下の中割り折りとシルエットは同じになる。
- 中割り折り - 二枚に重なっている場所を開き、内側へ向かって折ったあと再び閉じる折り方[3]。折鶴の頭の部分などに利用される。
- つまみ折り(rabbit ear fold) - 該当部分を折り、そこから飛び出したところを畳む折り方。
- 花弁折り - 正方基本形の開いているところから紙を広げ、菱形のような形に変えて折る。折り鶴の途中にも使われる。
- 沈め折り
  - 開いた沈め折り(open sink) - 該当部分の、山折りは谷折りに、谷折りは山折りに変え、内側にへこませる折り方。
  - 閉じた沈め折り(closed sink) - 該当部分を押し込むようにしてへこませる折り方。完成形は該当部分に穴が空いたようにへこみ、開いた沈め折りとはやや異なる。
- ミウラ折り - 緩い斜めの折り目に沿って山折りと谷折りを繰り返す折り方。該当項目を参照。
- 平織り
  - ぜんまい折り

中割り折り
かぶせ折り
つまみ折り
花弁折り

## 折り方の約束記号

主な折り紙の記号
谷折り、手前に折る
山折り、後ろへ折る
折り筋をつける（谷折り）
折り筋をつける（山折り）
段折り
巻き折り
内側に段折り
外側に段折り
裏返す
図の見る位置が変わる
膨らませる、開く
引っ張る、戻す、引き出す
中わり（割り）折り
かぶせ折り
繰り返す
切る
膨らませる、息を吹き込む
図が大きくなる
押す、押しつぶす、沈め折り

## ウェットフォールディング
ウェットフォールディング (Wet-folding) は折り紙におけるテクニックの一つであり、水を用いて紙を湿らせ、より紙を扱いやすくする技法である。この技法を用いると、厚い紙を簡単に折ったり、皺を大幅に減らすことができる。また、曲がった形を固定したり、紙を"伸ばして"（歪ませて）折ることもできる。

## 折るときのコツ
折り紙などを折るときに端をきちんと合わせることが重要である。後から端を揃えても、折り進めていくうちにズレていくためである。また、折るときに、軽く折り目をつける程度では美しい仕上がりにはならない。指をスライドさせて強く折り目をつける、または爪や定規などを利用するとよい。